# さいはて社
さいはて社（さいはてしゃ）は、日本の出版社。世界思想社出身の大隅直人によって、2010年に大隅書店として設立された。2017年にさいはて社と改称。人文書、学術書、小説、詩集、絵本、写真集を刊行している。

## 主な刊行物

### 書籍
- 川田耕『愛の映画　香港からの贈りもの』
- 田中茂樹『子どもを信じること』
- 戸田山和久・美濃正・出口康夫 編『これが応用哲学だ！』
- ピーター・グロース 著／伊藤真 訳『ブラディ・ダーウィン　もうひとつのパール・ハーバー』
- 傍士元 著／ 田窪行則・上山あゆみ  編『言語科学をめざして』
- 災害とコミュニティラジオ研究会 編『小さなラジオ局とコミュニティの再生　3.11から962日の記録』
- マーク・シングルトン 著／喜多千草 訳『ヨガ・ボディ　ポーズ練習の起源』
- 五島朋幸『愛は自転車に乗って　歯医者とスルメと情熱と』
- 廣田吉崇『お点前の研究　茶の湯44流派の比較と分析』
- 鈴木正樹『十人十色の子どもたち　発達支援の現場から』
- 田中長徳『佃日記　2001-2003』
- 龍道真一『メビウスゲイト桜田門』
- 中本速『照らす　中本速詩集』
- 眞嶋俊造『正しい戦争はあるのか？　戦争倫理学入門』
- Hajime Hoji, Issues on anaphora in Japanese
- 五島朋幸『訪問歯科ドクターごとう　歯医者が家にやって来る!?』
- 芝垣亮介・奥田太郎 編『失われたドーナツの穴を求めて』
- クリステン・スーラック 著／廣田吉崇 監訳／井上治・黒河星子 訳『MTMJ　日本らしさと茶道』
- Inoue Osamu, Nature, Man and Flowers: Kado as philosophical ikebana
- ミツヨ・ワダ・マルシアーノ、國永孟 作／早川宏美 画『フツーの生活プロジェクト　クィアでないクィア生活』
- 坪内健『精神科ポロポロ』
- 中里英樹『男性育休の社会学』
- 金山智子 編『1500年続く山の集落から学ぶ　人新世におけるコミュニティ・レジリエンス』
- 金山智子 編『ケアするラジオ　寄り添うメディア・コミュニケーション』
- 大隅和雄『日本史のエクリチュール』
- 新川達郎 監修／川中大輔・山口洋典・弘本由香里 編／編集協力 大阪ガスネットワーク株式会社 エネルギー・文化研究所『コミュニティ・デザイン新論』
- ドイツ教職メガネ 作／髙野恵美子 絵『「ひと」と出会う教室』

### 絵本
- 中澤智枝子 再話／五足萬 著／保立葉菜 絵『ちゃっくりかき』
- 五足萬 著／永山健一郎 絵『じいちゃんじてんしゃ　しゅっぱつしんこう』

### 写真集
- 吉村朗『Akira Yoshimura Works　吉村朗写真集』
- 山崎弘義『DIARY　母と庭の肖像』
- 吉村朗『吉村朗の眼』